# Kurt Schnider
Kurt Schnider (15 aprile 1946) è un ex sciatore alpino svizzero.

## Biografia
Specialista delle prove tecniche originario di Wangs, Schnider debuttò in campo internazionale in occasione del trofeo Arlberg-Kandahar 1965, il 17 gennaio a Sankt Anton am Arlberg in slalom speciale senza completare la prova; in Coppa del Mondo esordì nella gara inaugurale del circuito, lo slalom speciale disputato sulla Loipl di Berchtesgaden il 5 gennaio 1967, senza completare la prova, e ottenne il primo piazzamento il giorno successivo nella medesima località in slalom gigante (22º). Al Critérium de la première neige 1967 fu 2º nello slalom gigante disputato il 17 dicembre a Val-d'Isère; in Coppa del Mondo conquistò i primi punti l'8 gennaio 1968 ad Adelboden nella medesima specialità (8º) e il miglior risultato l'11 dicembre 1969 a Val-d'Isère ancora in slalom gigante (4º).
Ai Mondiali di Val Gardena 1970, sua unica presenza iridata, fu 7º nello slalom gigante, l'unica gara alla quale prese parte; in quella stessa stagione 1969-1970 vinse lo slalom speciale di Les Diablerets del 28 febbraio e ottenne l'ultimo piazzamento a punti in Coppa del Mondo, il 13 marzo a Voss in slalom gigante (9º). Si ritirò durante la successiva stagione 1970-1971 e la sua ultima gara internazionale fu lo slalom gigante di Coppa del Mondo disputato il 5 gennaio a Berchtesgaden, non completato da Schnider; non prese parte a rassegne olimpiche.

## Palmarès

### Coppa del Mondo
- Miglior piazzamento in classifica generale: 30º nel 1970

### Campionati svizzeri
- 3 medaglie (dati parziali):
  - 1 argento (slalom gigante nel 1966[9])
  - 2 bronzi (discesa libera[10] nel 1968; slalom gigante[1] nel 1969)